# Бабје
Бабје (слч. Babie) насељено је мјесто са административним статусом сеоске општине (слч. obec) у округу Вранов на Топлој, у Прешовском крају, Словачка Република.

## Становништво
| Година:    | 1994. | 2004.    | 2014.   | 2024.   |
| ---------- | ----- | -------- | ------- | ------- |
| Број људи: | 234   | 261      | 241     | 238     |
| Разлика:   |       | +11,53 % | -7,66 % | -1,24 % |

| Година:    | 2023. | 2024.   |
| ---------- | ----- | ------- |
| Број људи: | 239   | 238     |
| Разлика:   |       | -0,41 % |

Према подацима о броју становника из 2024. године насеље је имало 238 становника.